# Windhoek-Goreangab

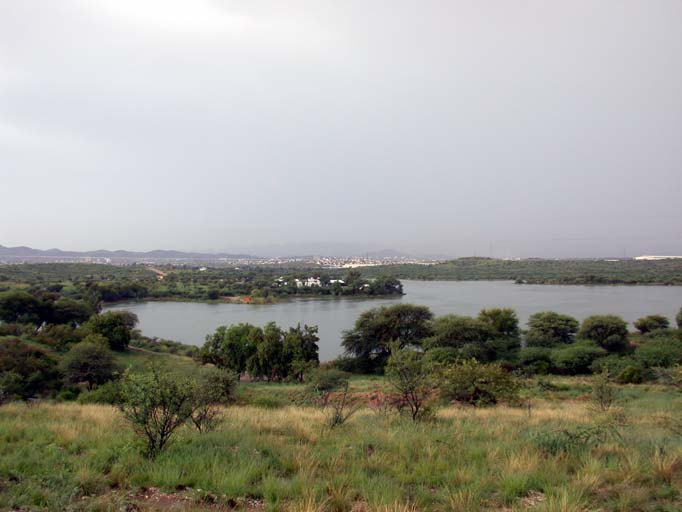
Goreangab-Damm

Goreangab ist eine Vorstadt von Windhoek, der Hauptstadt Namibias. Goreangab ist eine ehemalige schwarzer Wohnort und liegt im Nordwesten der Stadt, unmittelbar nördlich des namensgebenden Goreangab-Damms und -Stausees. Der Stadtteil entwickelte sich seit der Unabhängigkeit Namibias stark und hat sich über seine eigentlichen Grenzen hinaus Richtung Westen stark ausgedehnt. Der Stadtteil hat 18.000 Einwohner.
Seit Mitte 2009 planen Investoren den Bau einer Waterfront am Goreangab-Damm. Diese soll Restaurants, Geschäfte, Schulen und Ärzte beheimaten. Zudem gibt es im Stadtteil seit einigen Jahren das Hilfsprojekt Penduka mit Vorführungen für Touristen, Restaurant und Souvenirladen.